# Пономарёв, Карл Александрович
Карл Алекса́ндрович Пономарёв (3 апреля 1931, Тукбулатово — 11 сентября 2020, Ижевск) — советский и российский учёный-историк, публицист. Доктор исторических наук, профессор, заслуженный деятель науки Удмуртской Республики, заслуженный работник высшей школы РФ.

## Биография
Родился 3 апреля 1931 года в деревне Тугбулатово Глазовского уезда в семье учителей. В 1950 году закончил Глазовское педагогическое училище, в 1954 году закончил исторический факультет Удмуртского педагогического института. Во время учёбы в институте стал членом КПСС, активно занимался общественной деятельностью.
После учёбы К. А. Пономарёв был направлен на работу учителем истории в Нововолковскую среднюю школу Балезинского района. В 1955 году был избран вторым секретарём Балезинского райкома комсомола. В 1956 году стал руководителем лекторской группы областного комитета ВЛКСМ, позднее работал редактором газеты «Комсомолец Удмуртии».
В 1959—1962 годах работал лектором обкома КПСС. С 1962 по 1965 года учился в аспирантуре Академии общественных наук. Защитил кандидатскую диссертацию по теме «Партийные организации колхозов и совхозов в борьбе за повышение роли коммунистов в осуществлении решений XXII съезда КПСС». После окончания аспирантуры заведовал кафедрой марксизма-ленинизма в Глазовском пединституте.
В 1970—1974 годах К. А. Пономарёв занимал должность министра просвещения Удмуртской АССР. В 1974 году был избран секретарём и членом бюро Удмуртского обкома КПСС.
В 1977—1980 годах в звании доцента заведовал кафедрой истории КПСС и научного коммунизма Ижевского сельскохозяйственного института. В 1980—1991 годах в звании профессора заведовал кафедрой истории КПСС в Удмуртском университете. В 1985 году защитил докторскую диссертацию по теме «Руководство КПСС завершением перехода ко всеобщему среднему образованию (1966—1975) (На материалах автономных республик Волго-Вятского и Уральского районов РСФСР)».
С 1991 по 2001 год работал заведующий кафедрой экономики и управления народным образованием в Институте повышения квалификации и переподготовки работников образования Удмуртской Республики. С 2001 года в этом же институте работает профессором кафедры истории, философии и культуры.
Скончался в Ижевске 11 сентября 2020 года.

## Научная и общественная деятельность
В область научных интересов К. А. Пономарёва входит история народного образования в УАССР и Волго-Вятском регионе, в том числе Удмуртии. Также Пономарёв принимал участие в разработке Закона «О народном образовании Удмуртской Республики» и разработке национально-регионального компонента государственного стандарта образования.
Опубликовал более 200 работ, в том числе 7 монографий.
В 1971—1980 годах К. А. Пономарёв избирался депутатом Верховного Совета УАССР восьмого и девятого созывов, членом обкома КПСС. Также избирался первым председателем Общества удмуртской культуры, членом исполкома Всероссийской ассоциации «Удмурт Кенеш», членом Международного консультативного комитета ассоциации финно-угорских народов.

## Награды и звания
- Депутат Верховного Совета УАССР восьмого и девятого созывов (1971—1980)[1][2]
- Орден «Знак Почёта» (1971)[2][1]
- Орден Трудового Красного Знамени (1976)[2]
- Заслуженный деятель науки Удмуртской Республики (1989)[1]
- Заслуженный работник высшей школы Российской Федерации (1997)[1]
- Почётная грамота Президиума Верховного Совета УАССР[2]
- Медаль «В ознаменование 100-летия со дня рождения Владимира Ильича Ленина»[2]
- Медаль «За доблестный труд в Великой Отечественной войне 1941—1945 гг.»[2].

## Членство в организациях
- Первый Председатель Общества удмуртской культуры (1989)[3][1][6]
- Член Исполкома Всеудмуртской ассоциации «Удмурт Кенеш» (1990)[3]
- Первый Сопредседатель Ассоциации финно-угорских народов (1992)[3]
- Академик Международной Академии информатизации и Российской инженерной академии[3]
- Председатель Удмуртского отделения общества «Знание» (1992—2007 годы, с 2007 года — Президент отделения)[1][7]
- Заместитель председателя Общественной палаты при Правительстве Удмуртии[1]
- Член Международного консультативного комитета финно-угорских народов[1].